# Christian Hasse
Christian Hasse (* 8. Mai 1931 in Dresden) ist ein deutscher Maler und Grafiker.

## Leben und Werk
Hasse verlebte seine Kindheit in Dresden, im Erzgebirge, in Bautzen und Polen, von wo die Familie in der Folge des Zweiten Weltkriegs 1946 nach Bad Schandau kam. Hasse absolvierte ab 1946 eine Lehre als Tischler und arbeitete bis 1951 in seinem Beruf. Von 1951 bis 1953 machte er eine weitere Lehre als Farblitograph. Danach studierte er bis 1959 bei Hans Grundig und Herbert Schmidt-Walter an der Hochschule für Bildende Künste Dresden (HfBK). Als Diplomarbeit schuf er 1958 das Tafelbild 13. Februar 1945 (Öl auf Leinwand, 150 cm × 305 cm), das das Grauen der Luftangriffe auf Dresden spiegelt. Ebenfalls 1958 entstand Der Tod in Dresden.
Von 1960 bis 1976 war Hasse an der HfBK in der Lehre tätig. Zu seinen Schülern gehörten u. a. Michael Hofmann, Wolfgang Kühne (* 1952), Harald Toppl und Rolf Wurzer.
Danach arbeitete Hasse bis 1993 in Bad Schandau als freischaffender Maler und Grafiker. Ende der 1970er bis in die Mitte der 1980er Jahre hielt er sich zur künstlerischen Arbeit mehrfach im VEB Fortschritt Erntemaschinen Neustadt in Sachsen auf.
Hasse benutzte für seine Tafelbilder vor allem Dispersionsfarben, Mischtechniken und seit 1993 Acrylfarben. Außerdem arbeitete er als Aquarellist. Als Grafiker schuf er vor allem Holz- und Linolschnitte. Daneben fertigte er bis in das hohe Alter als gelernter Tischler zu seinem Vergnügen Holzspielzeug und Windspiele.
1993 zog er nach Spanien, wo sein künstlerisches Schaffen neuen Auftrieb erhielt. Vom Frühjahr bis in den Herbst arbeitete Hasse in seinem Freiluftatelier in L’Ametlla de Mar.
1966 hatte Hasse im Dresdner Leonhardi-Museum seine erste Personalausstellung, der weitere Personalausstellungen und Ausstellungsbeteiligungen im In- und Ausland folgten, u. a. 1985 in Stettin und ab 2002 in Spanien. Studienreisen führten ihn u. a. 1978 in die Sowjetunion und 1982 nach Polen, 1989 nach Griechenland.
Hasse war bis 1990 Mitglied des Verbands Bildender Künstler der DDR. Sportlich betätigte er sich als Bergsteiger hauptsächlich in der Sächsischen Schweiz.
Hasse war mit der Malerin Ursula Hasse verheiratet. Ihre Tochter Ruth Schönfeld betreibt die von ihren Eltern 1980 in Bad Schandau begründete Töpferei.

## Museen und öffentliche Sammlungen mit Bildern Hasses (mutmaßlich unvollständig)
- Chemnitz: Neue Sächsische Galerie
- Dresden: Galerie Neue Meister[4]
- Dresden: Kunstfonds des Freistaats Sachsen[4][5]
- Freital: Sammlung des BGH Edelstahl Freital
- Neubrandenburg: Kunstsammlung Neubrandenburg

## Teilnahme an zentralen und wichtigen regionalen Ausstellungen in der DDR
- 1960: Königstein: Festung Königstein („5. Ausstellung des Verbandes Bildender Künstler Deutschlands, Arbeitskreis Pirna“)

- 1967/1968, 1972/1973, 1982/1983 und 1987/1988: Dresden, VI. Deutsche Kunstausstellung und VII., IX. und X. Kunstausstellung der DDR
- 1972, 1974, 1979 und 1985: Dresden, Bezirkskunstausstellungen
- 1977: Leipzig, Messehaus am Markt („Kunst und Sport“)
- 1985: Dresden, Albertinum („Bekenntnis und Verpflichtung“)
- 1989: Berlin, Akademie-Galerie im Marstall („Bauleute und ihre Werke. Widerspiegelungen in der bildenden Kunst der DDR“)